# Карвуд Ліптон
Кліффорд Карвуд Ліптон (англ. Clifford Carwood Lipton; 30 січня 1920, Гантінгтон, Кабелл, Західна Вірджинія, США — 16 грудня 2001, Саутерн-Пайнс, Мур, Північна Кароліна, США) — американський військовий діяч, офіцер роти «E» 506-го парашутно-піхотного полку 101-ї повітряно-десантної дивізії часів Другої світової війни.

## Біографія

### Молоді роки
Карвуд Ліптон народився 30 січня 1920 року в Гантінгтоні, штат Західна Вірджинія. Коли йому було десять років, його батько, талановитий підприємець, загинув в автомобільній катастрофі, а мати залишилася паралізованою, і через те, що Карвуд був старшою дитиною, вона сказала йому, щоб він став головною «людиною сім'ї». У 1938 році він закінчив Середню школу Хантінгтона. Провчившись один рік в Університеті Маршалла, він залишив навчання через фінансові проблеми і пішов працювати на військове виробництво. Після прочитання статті в журналі «Life» про складність десантної підготовки як одного з найбільш висококваліфікованих галузей армії, Ліптон зацікавився військовою службою. Оскільки він був у хорошій фізичній формі, Ліптон вирішив вступити в збройні сили, і на наступний день вранці сів на потяг до Кентуккі.

### Військова служба
15 серпня 1942 року Ліптон добровольцем вступив в Армію США як десантник у Форт-Томасі, штат Кентуккі. Він був призначений в роту «E» 506-го парашутно-піхотного полку 101-ї повітряно-десантної дивізії, яка формувалася в Камп-Токкоу. Навчання Ліптон проходив у Форт-Беннінгу (Джорджія), Камп-Маккелле і Форт-Бреггу.
У вересні 1943 року підрозділ на переобладнаному британському крейсері було відправлено до Англії. В 1944 році в 506-му полку Ліптон став майстром стрибків на одному з «Douglas C-47 Skytrain», що використовувалися для висадки в Нормандії.  Під час Нормандської операції, Ліптон у званні чотового сержанта 3-ї чоти роти втратив свою зброю і боєприпаси, приземлившись в декількох милях від його цільової області, але на узбіччі він почув знайоме клацання від зброї і зміг повернутися до своїх, зустрівшись з командиром роти Річардом Вінтерсом. Під час битви при Брекур Манорі, Ліптону разом з сержантом Майком Ренні в складі роти «E» була поставлена задача знищити чотири 105-мм гаубиці (спочатку думали що 88 мм), що стріляли по пляжу Юта. Вони залізли на дерево і з відстані зняли кількох німців з приблизно 50, які охороняли позиції. Роті вдалося знищити гаубиці і за ці дії Ліптон був нагороджений медаллю «Бронзова зірка». Тоді ж він був поранений німецькою 88-мм шрапнеллю, і тільки через шість тижнів він зміг повернутися на фронт. Під час битви при Карантані, Ліптон був поранений осколком в обличчя і пах. За поранення він був нагороджений медаллю «Пурпурне серце».
Під час операції «Маркет Гарден», що розпочалася 17 вересня 1944 року, перший сержант Ліптон в складі роти «E» був у перших рядах при звільненні Ейндговена, бувши членом передової команди розвідників. На одному з перехресть член їхньої команди був сильно поранений «Stielhandgranate», після чого вони поставили завдання знищити решту опору німців. Ліптона не було в початковому складі штурмової групи з десяти чоловік, але він приєднався до них на наступний ранок. Роті вдалося знищити більш ніж дві роти СС в результаті раптового нападу на їх позиції. Пізніше, Ліптон разом з першим лейтенантом Фредеріком Хейлігером керували операцією «Пегас» із завданням для роти перетнути річку на човнах канадських військових інженерів і повернути понад 140 британських десантників, що потрапили в оточення після відходу від Арнема по той бік річки Рейн. Даний рейд увінчався успіхом. Після 72 днів боїв в Голландії, Ліптон разом з ротою висунувся на нову базу в Мурмелоні у Франції, і звідти, 19 грудня 1944 року в бельгійський Бастонь.
Під час облоги Бастоні в Арденнах, після невмілого керівництва щойно призначеного командиром Нормана Дайка, Ліптон став де-факто командиром роти, отримавши собі у підпорядкування 2-у чоту. Після атаки на місто Фой, Ліптон став другим лейтенантом. Пізніше Ліптон отримав призначення в Агено, і потім став свідком жахів голокосту у Ландсберзі, після звільнення концтабору Кауферінг.
В кінці квітня, після участі у звільнення концтабору Дахау, 506-й полк вирушив до Австрії, і Ліптон в складі роти очищав від німецьких військ місто Берхтесгаден, а також Кельштайнгаус — ставку Гітлера. Там він познайомився з Фердинандом Порше, відповідальним за виробництво танків Пантера і Тигр, що дуже добре говорив по-англійськи Вони їли за одним столом, поки Порше перебував у таборі для військовополонених. Ліптон залишався з ротою до кінця війни, поки підрозділ не було розформовано після офіційної капітуляції японців і німців. Він перебував у Резерві Армії США під час Корейської війни, але не надсилався за кордон.

### Подальше життя
Після повернення в США, Ліптон знову вступив в Університет Маршалла, який закінчив через три роки зі ступенем бакалавра в області інженерії за спеціальністю в галузі фізики. Після цього Ліптон отримав роботу в компанії Owens-Illinois Inc — виробника виробів зі скла та пластмасової тари. До 1952 році він став начальником-оператором, і надалі просувався кар'єрними сходами в даній компанії.
У 1966 році Ліптон переїхав в Бриджетон у Нью-Джерсі, де він став адміністративним менеджером, а в 1971 році разом з дружиною переїхав у Лондон, де він був директором з виробництва в восьми різних компаніях в Англії і Шотландії протягом декількох років. Потім він відправився в Женеву в Швейцарії, де в 1974 році очолив відділ, що спеціалізується на постачанні продукції в Європу, Близький Схід і Африку. У 1982 році він переїхав в Толідо в Огайо, і через рік пішов у відставку з посади директора з міжнародного розвитку після 35 років роботи, 15 з яких були проведені за кордоном. Протягом наступних років Ліптон проживав у місті Саутерн-Пайнс у штаті Північна Кароліна. Там він захопився гольфом, займався деревообробкою і багато читав. У 2002 році Ліптон отримав нагороду «Шановний випускник» від Університету Маршалла. Ліптон майже не говорив про свою фронтову службу, хоч і розповідав своєму синові Томасу "тільки смішні історії про війну, і залишив журналісту Стівену Амброузу дві котушки аудіо-спогадів.

### Смерть і похорон
Кліффорд Карвуд Ліптон помер 16 грудня 2001 року у віці 81 року від легеневого фіброзу у Першому регіональному госпіталі Мура в Пайнхерсті у Саутерн-Пайнса. Він залишив після себе брата Роберта Далейна, дружину Мері Х. Ліптон, трьох його синів: Кліффорда Карвуда III, Томаса Дентона, Майкла Форрестера (від першого шлюбу з Джо Енн, яка померла в 1975 році), а також п'ятьох онуків та вісім правнуків. Ліптон був похований у Меморіальному парку Вудмір у Гантінгтоні.

## Пам'ять
У міні-серіалі 2001 року «Брати по зброї» Стівена Спілберга і Тома Генкса, що транслювався на каналі «HBO», Карвуда Ліптона як одного з головних героїв зіграв Донні Волберг. Серіал був заснований на однойменній книзі-бестеллері Стівена Амброуза 1992 року під назвою «Band of Brothers, E Company, 506th Regiment 101 Airborne from Normandy to Hitler's Eagle's Nest». У червні 2000 року в 57-у річницю дня «D» Ліптон разом з 46 іншими ветеранами роти «E» подивився перші серії, високо оцінивши деталізації боїв, сказавши, що «висадка в Нормандії з вогнем зенітної артилерії, з хмарним покривом, з літаками і відходами, все точно як було». Він додав, що дивиться «на Другу світову війну як основоположну подію 20-го століття», зазначивши, що «ми не вважаємо себе рятівниками людства чи навіть рятівниками нашої країни. Ми дивилися на себе як здатних — я міг би сказати виконавчих — солдатів, які могли б зробити складну роботу».
Історія життя Ліптона була показана в книзі 2010 року журналіста Маркуса Бровертона «A Company of Heroes: Personal Memories about the Real Band of Brothers and the Legacy They Left Us», а також у його книзі 2009 року «Who We Are Alive and Remain: Untold Stories from the Band of Brothers». У грі Call to Arms - Gates of Hell: Ostfront (Доповнення: Airborne) є міссія під назвою "Тримайтеся!", у якій під керуванням ігрока знаходится персонаж Карвуда Ліптона. У ній також є секретне завдання, де гравцю потрібно посдатити його на дерево, як він це зробив у житті.
| | Медаль «Бронзова зірка» з одним дубовим листком                                                            |
| | Медаль «Пурпурне серце» з двома дубовими листками                                                          |
| | Медаль «За Європейсько-Африкансько-Близькосхідну кампанію» з трьома бойовими зірками і наконечником стріли |
| | Медаль «За відмінну поведінку»                                                                             |
| | Пам'ятна медаль оборони Америки                                                                            |
| | Медаль Перемоги в Другій світовій війні                                                                    |
| | Окупаційна медаль армії                                                                                    |
| | Медаль за службу національній обороні                                                                      |
| | Воєнний хрест з пальмовим листком                                                                          |
| | Медаль Визволеної Франції                                                                                  |
| | Пам'ятна медаль війни 1941-1945 років                                                                      |
| | Значок бойового піхотинця                                                                                  |
| | Значок парашутиста з двома зірками стрибків                                                                |
| Файл:United States Army and U.S. Air Force United States Army and U.S. Air Force Presidential Unit Citation ribbon.svg | Президентська відзнака частині (США) з одним дубовим листком                                               |